# Desmond Connell
Desmond Connell (ur. 24 marca 1926 w Phibsboro, zm. 21 lutego 2017 w Dublinie) – irlandzki duchowny katolicki, arcybiskup Dublina, kardynał.

## Życiorys
Studiował w Belvedere College w Dublinie, seminarium diecezjalnym Krzyża Świętego w Dublinie, Kolegium Uniwersyteckim w Dublinie oraz seminarium w Maynooth. Przyjął święcenia kapłańskie 19 maja 1951. W latach 1951–1953 odbył studia uzupełniające na belgijskim uniwersytecie w Louvain, gdzie obronił doktorat z filozofii. Pracował jako kapelan żeńskich wspólnot kontemplacyjnych - klarysek w Donnybrook, karmelitanek w Drumcondra i w Blackrock. Podjął jednocześnie w 1953 pracę na Wydziale Metafizyki Kolegium Uniwersyteckiego w Dublinie, dochodząc w 1972 do stanowiska profesora; od 1983 pełnił funkcję dziekana Wydziału Filozofii i Socjologii na tej uczelni. Narodowy Uniwersytet Irlandii nadał mu w 1981 stopień doktora literatury. Wchodził w skład komisji teologicznej Hierarchii Irlandzkiej oraz diecezjalnego komitetu ds. ekumenizmu w Dublinie. W sierpniu 1984 został obdarzony tytułem papieskiego prałata honorowego.
21 stycznia 1988 został mianowany arcybiskupem Dublina; konsekracji biskupiej dokonał 6 marca 1988 arcybiskup Gaetano Alibrandi, nuncjusz w Irlandii. Arcybiskup Connell był wiceprzewodniczącym Konferencji Episkopatu Irlandii, brał udział w sesjach Światowego Synodu Biskupów w Watykanie, m.in. w dwóch sesjach specjalnych poświęconych Kościołowi europejskiemu (1991, 1999). W lutym 2001 Jan Paweł II wyniósł go do godności kardynalskiej, z tytułem prezbitera San Silvestro in Capite. W kwietniu 2004 kardynał złożył rezygnację z dalszych rządów archidiecezją Dublin ze względu na podeszły wiek.
Brał udział w konklawe 2005, które wybrało papieża Benedykta XVI.